# Педальное фортепиано

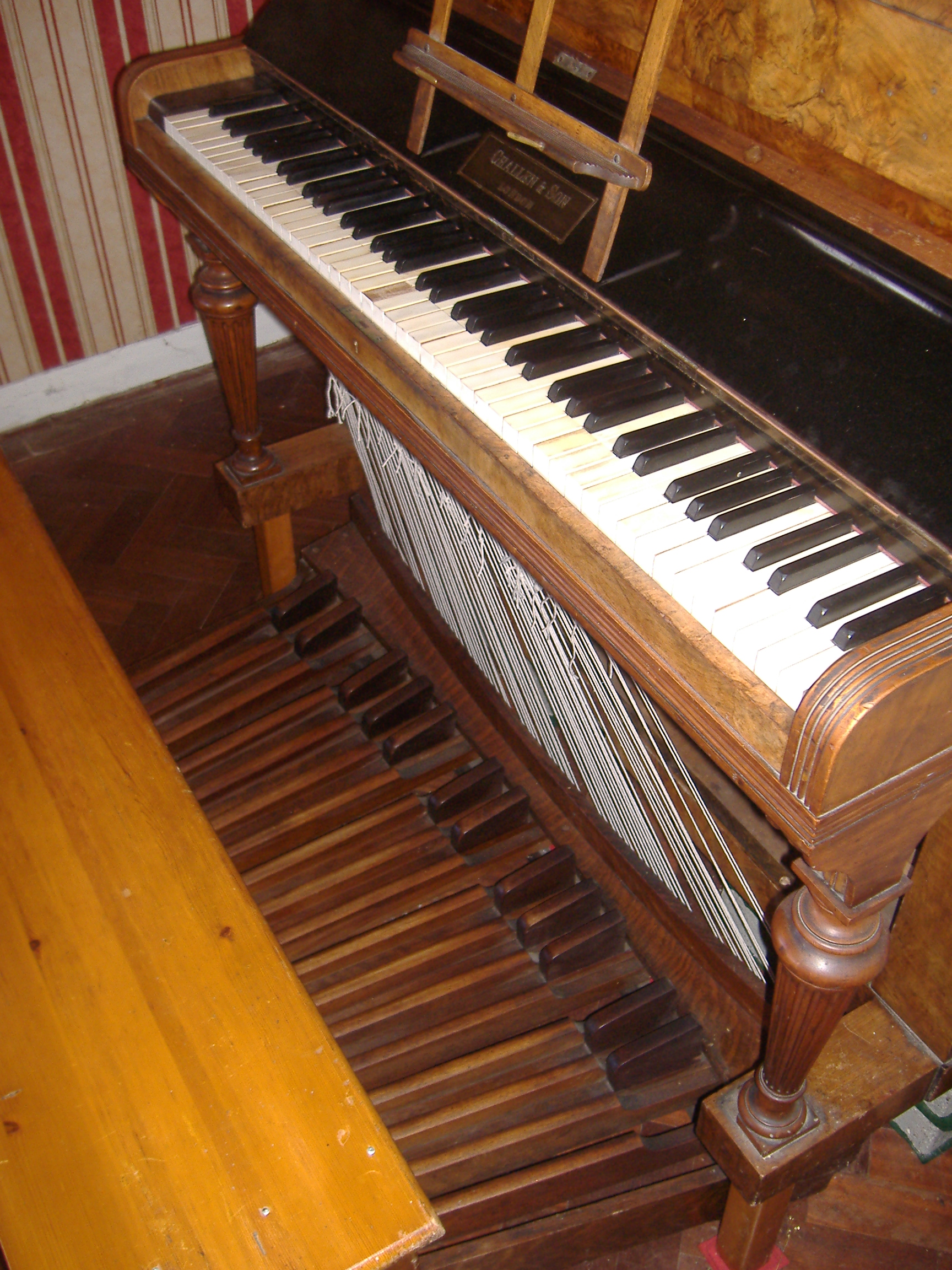
Педальное фортепиано

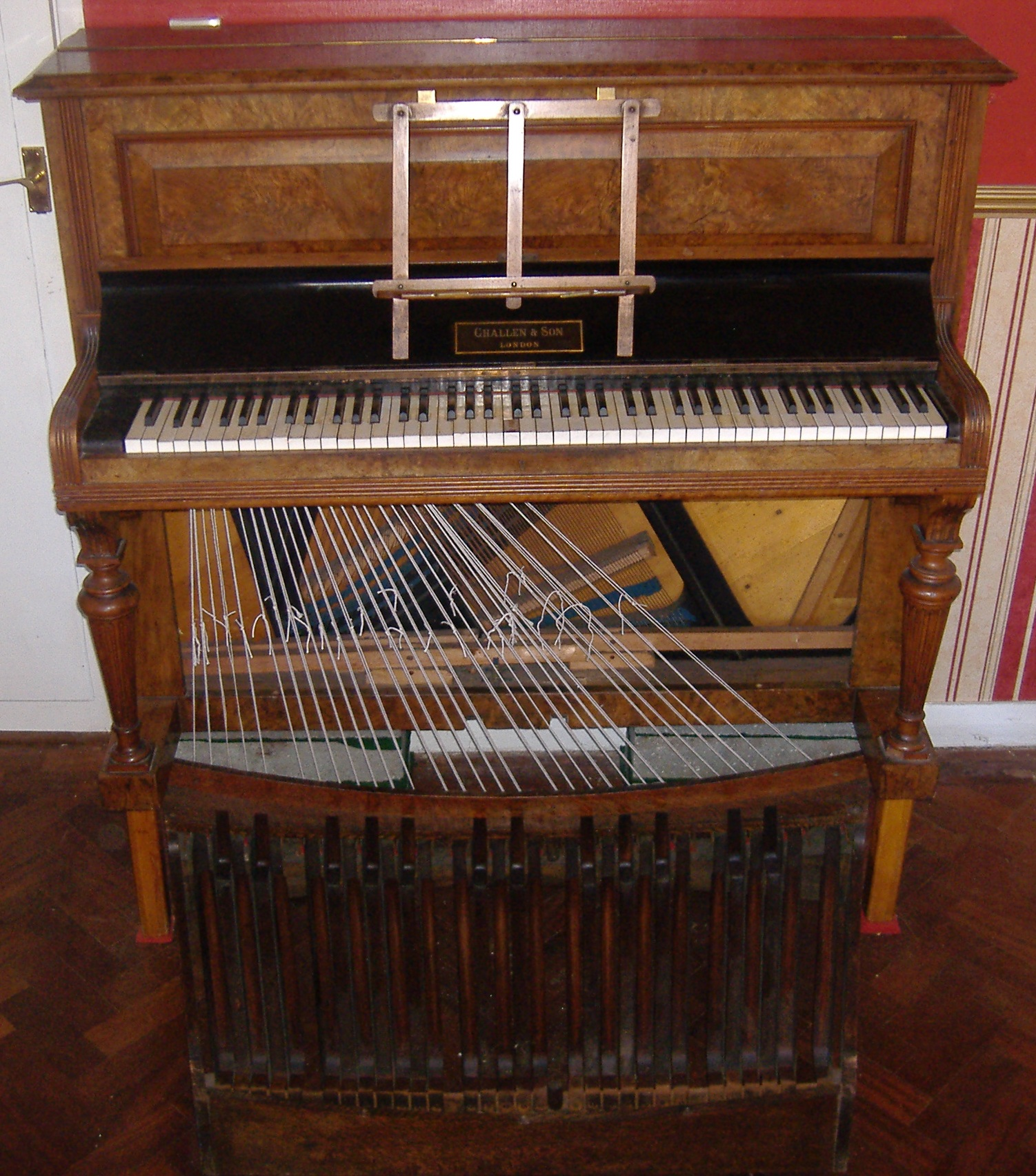
Педальное фортепиано

Педальное фортепиано — музыкальный инструмент, разновидность фортепиано, снабжённая ножной клавиатурой по аналогии с органом. Встречается в литературе также наименование «педальер» (от piano-pédalier; pédalier).
Известно, что на педальном фортепиано играл В. А. Моцарт (некоторые его сочинения сохранили следы использования педальной клавиатуры). Несколько произведений для этого инструмента написал Р. Шуман, наиболее известны его «Шесть этюдов в форме канонов» (нем. Sechs Stücke in canonischer Form), op. 56. В 1880-е годы концерт и другие сочинения для педального фортепиано написал Ш. Гуно, посвятив их органистке Люси Палико. Для педального фортепиано писали Ф. Лист, К. Сен-Санс, Ш. В. Алькан, Л. Боэльман, Т. Саломе и другие (преимущественно французские) композиторы.
В XX веке педальное фортепиано вышло из употребления и было практически забыто как концертный инструмент (оставаясь, впрочем, репетиционным инструментом органистов), а репертуар для педального фортепиано стал считаться органным.
В 2001 году итальянский производитель фортепиано фирма Borgato приступила к изготовлению новой, усовершенствованной разновидности педального фортепиано — это, по сути, двойное фортепиано, в котором 37-клавишная ножная клавиатура управляет звукоизвлечением из отдельного комплекта струн. Первым исполнителем на новом инструменте и его пропагандистом стал французский органист и пианист Жан Гийю. В 2010-е годы пропагандистом педального фортепиано стал итальянский пианист Роберто Просседа — по его заказу пьесы для этого инструмента написали несколько композиторов, включая Эннио Морриконе и Майкла Наймана; в 2013 году Просседа записал для Hyperion Records диск с сочинениями Гуно для педального фортепиано с оркестром.